# Alyxia purpureoclada
Alyxia purpureoclada är en oleanderväxtart som beskrevs av Kanehira och Hatusima. Alyxia purpureoclada ingår i släktet Alyxia och familjen oleanderväxter. Inga underarter finns listade i Catalogue of Life.